# ULMA Architectural Solutions
ULMA Architectural Solutions es una cooperativa del sector de la construcción que crea productos prefabricados para el drenaje y la arquitectura. En el ámbito de la arquitectura ofrece: fachadas ventiladas, cerramientos industrializados, prefabricados personalizados y mobiliario urbano. Es una de las 9 sociedades cooperativas que conforman ULMA, uno de los mayores grupos empresariales del norte de España.

## Historia
ULMA Architectural Solutions es una de las 9 empresas que forman el  grupo cooperativo ULMA cuyos orígenes se remontan a 1957, cuando seis jóvenes mecánicos montaron en Oñate (Guipúzcoa) un pequeño taller para ofrecer servicios auxiliares a la industria chocolatera de la comarca. En 1961, constituyeron la Cooperativa Industrial Talleres ULMA S.C.I.,  cuyo nombre formaron con una letra de cada uno de sus apellidos siguiendo el ejemplo de lo que habían hecho los fundadores de Fagor Electrodomésticos. 
Aunque su primer negocio se basaba en las máquinas para envolturas de chocolates (lo que hoy día ha dado lugar a la empresa ULMA Packaging), en 1963 patentaron el primer andamio prefabricado JJEIP que se hacía en España y se introdujeron en el negocio de la construcción. A medida que el negocio creció con productos como bridas de construcción y carretillas elevadoras los distintos negocios fueron adoptando una nueva y única imagen corporativa que se afianzó en la década de los 90. 
En 1990 el Grupo ULMA decidió lanzar un nuevo negocio llamado ULMA Hormigón Polímero, dedicado a fabricar piezas prefabricadas de canales de drenaje y vierteaguas en este material y dependiente de ULMA Construction. En 1991, el nuevo negocio montó sus instalaciones y empezó a fabricar las primeras piezas prefabricadas en hormigón polímero, un material hasta entonces prácticamente desconocido en España. Tanto que, en un principio, al no saber cómo traducir “polymer concrete” se le llamó “mineral colado”. 
En 1996, la empresa dejó de depender de ULMA Construction y se constituyó como empresa con el nombre ULMA Hormigón Polímero. En 1997 consolidó su propia red comercial y en 2001 comenzó a fabricar y comercializar fachadas ventiladas que se añadieron a productos como los prefabricados arquitectónicos que ya fabricaba. Su sede, de 12.000m2, en el barrio Zubillaga de Oñate, se inauguró en 2001.

## Magnitudes económicas

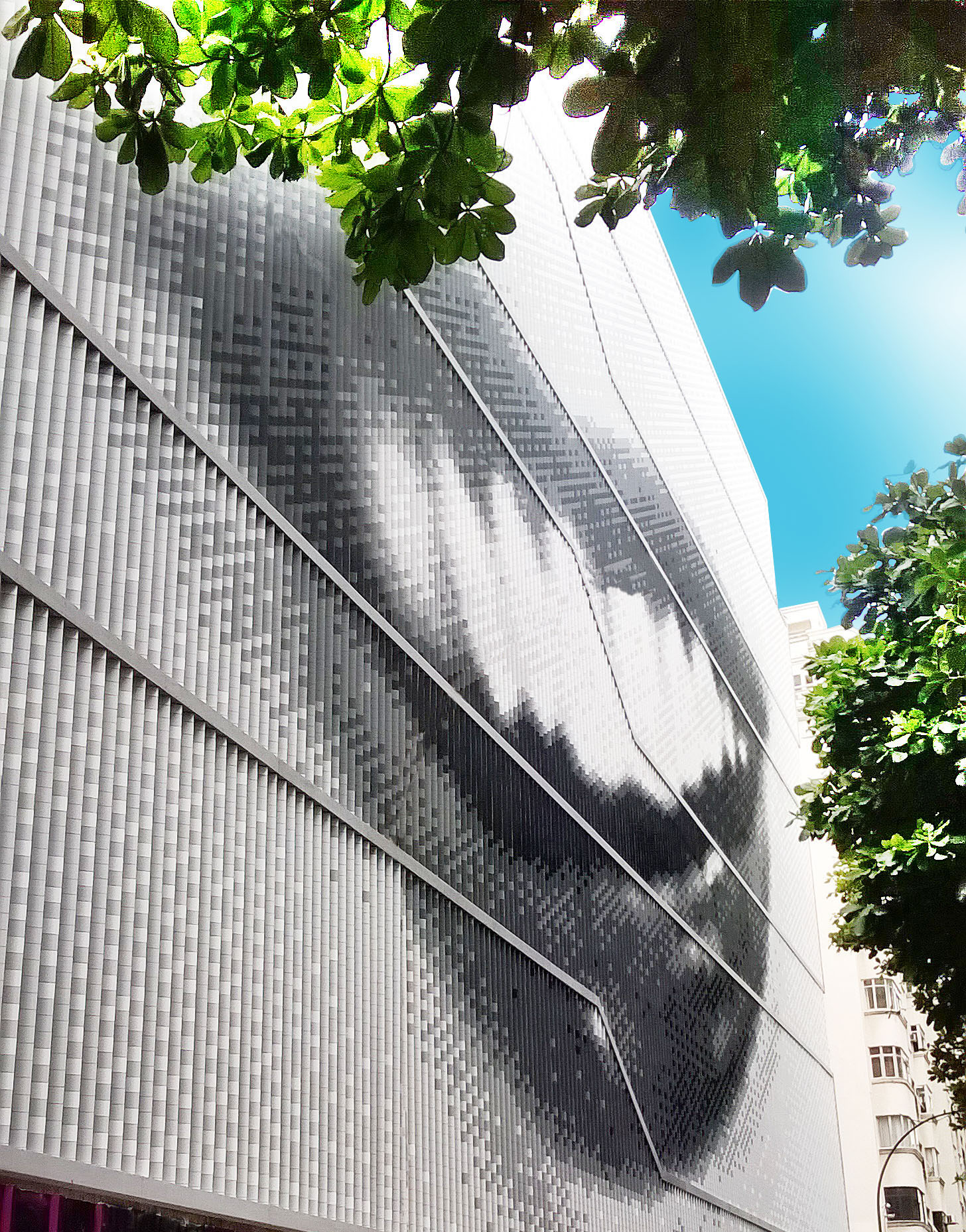
Fachada ventilada de ULMA en Mis, Río de Janeiro

En 2023 ULMA Architectural Solutions cuenta con 250 empleados. Forma parte del Grupo ULMA, con presencia en 80 países, y con una plantilla de 5.500 personas y un volumen de negocio de 1000 millones de euros. El resto de los negocios del Grupo son ULMA Construction, ULMA Agrícola, ULMA Carretillas Elevadoras, ULMA Conveyor Components, ULMA Embebbed Solutions,  ULMA Handling Systems, ULMA Packaging y ULMA Forged Solutions.

## Productos
ULMA  Architectural Solutions fabrica cuatro tipos de productos, todos en hormigón polímero: 
- Canalización y drenaje: soluciones para canalización de fluidos y recogida superficial de aguas pluviales, así como para la conducción de instalaciones y servicios. Drenaje lineal, conducciones eléctricas y balizamiento.
- Prefabricados arquitectónicos: vierteaguas, albardillas, jambas, zócalos y soluciones particularizadas.
- Cerramientos de fachada: sistema de cerramiento autoportante multicapa que resuelve la envolvente completa con el aislamiento térmico y acústico requerido en cada caso.

- Fachadas ventiladas: sistema de revestimiento de los paramentos del edificio que deja una cámara ventilada entre el revestimiento y el aislamiento que elimina puentes térmicos y problemas de condensación para obtener mejores resultados térmico-higrométricos y mayores ahorros en consumo energético. Se eliminan las radiaciones directas o las inclemencias meteorológicas sobre muros y forjados protegiéndoles de las patologías que afectan a los edificios construidos con sistemas tradicionales.
- Mobiliario Urbano: bancos urbanos, luminarias y jardineras de diseño.

Todos estos productos se realizan en hormigón polímero, un material compuesto por una combinación de áridos de sílice y cuarzo, ligados mediante resinas de poliéster estable. Es hasta cuatro veces más resistente a la comprensión que el hormigón tradicional, lo que permite la producción de elementos ligeros –piezas con perfil más fino que permiten utilizar medios auxiliares de transporte a obra– y de dimensiones reducidas.

## Presencia internacional
Desde 2009, ULMA Architectural Solutions ha implementado una política de internacionalización y ha abierto filiales en Portugal, Francia, Brasil, Alemania, Reino Unido, Italia y Estados Unidos. Tiene presencia a través de distribuidores en más de 20 países repartidos por todo el mundo.

## Certificaciones y premios
- Canales de drenaje: los canales de ULMA están desarrollados y certificados acorde a la norma UNE EN 1433.
- Fachadas ventiladas: Certificado DIT 476R/10 en Fachadas Ventiladas. El Instituto de Ciencias de la Construcción Eduardo Torroja concede el Documento de Idoneidad Técnica al Sistema de Revestimiento de Fachadas Ventiladas ULMA con placas de Hormigón Polímero. Además, el Sistema es conforme con el Código Técnico de la Edificación.
- Prefabricados arquitectónicos: Todos sus prefabricados arquitectónicos cuentan con certificados de calidad EN 14617 de Aenor y están certificados por Tecnalia.
- Cerramientos: Los sistemas de cerramiento de fachada basados en la tecnología "Light gauge steel framing" están calificados por la certificación Breeam (Building Research Establishment Enviromental Assesment Methodology) como de categoría A y A+.

ULMA forma parte de la Junta Directiva de Eraikune, Cluster de la Construcción. Entre otros, ha recibido el Premio NAN de Arquitectura y Construcción a los mejores materiales en 2010 y 2014 y, en 2015, uno de los cuatro Diplomas de los Premios Construmat a la Innovación Tecnológica.

## Proyectos

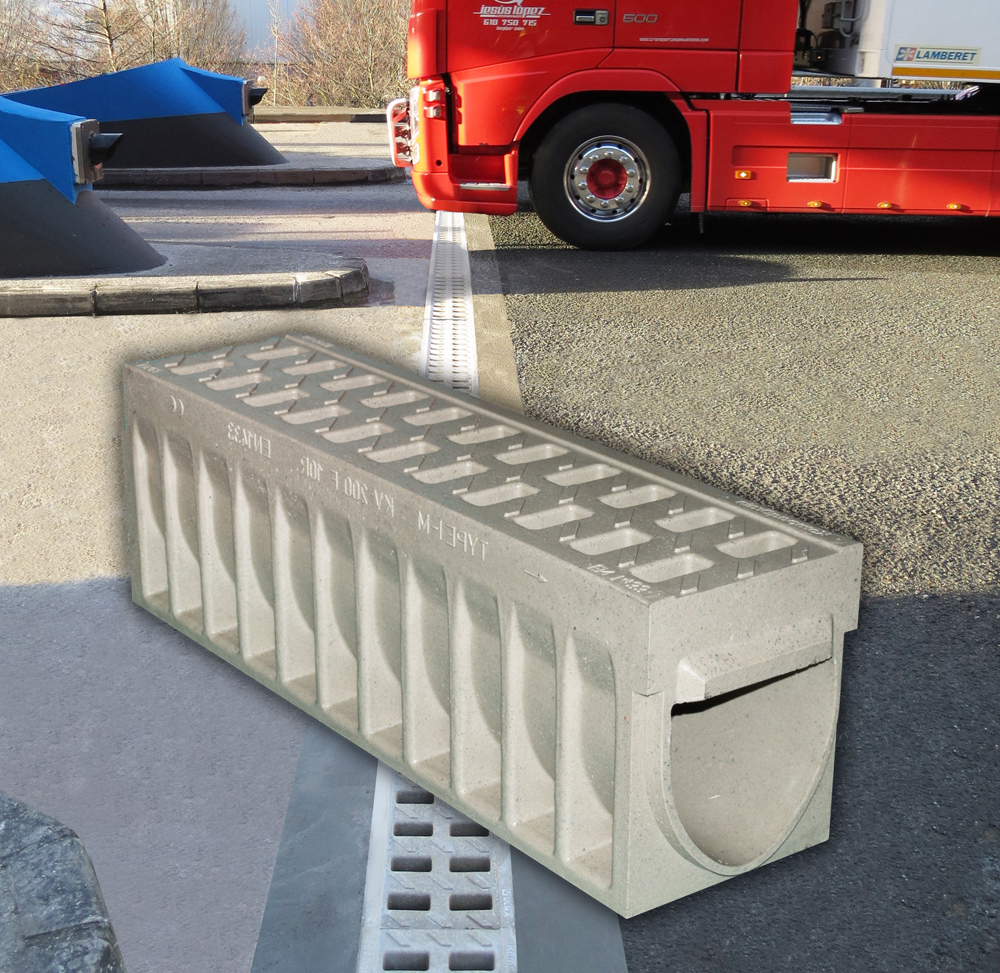
Bloque de construcción Kompaq Drain de ULMA

- Fachadas ventiladas en edificios residenciales, como la residencia de ancianos BBK de Bilbao,[13][14] o bloques de viviendas en Cornellá (Barcelona), así como en otros dedicados a la cultura y al ocio como el Museo de la Imagen y el Sonido de Río de Janeiro[15] o el  Teatro Portoseguro de São Paulo en Brasil.[16][17][18]
- Rehabilitación energética de bloques de viviendas en Cornellá (Barcelona) con fachadas ventiladas.[19]
- Canales de drenaje en el centro comercial Arese de Milán (1.100 metros lineales de canales a lo largo de toda la superficie del aparcamiento subterráneo),[20] en la planta de 50.000 m² para fabricación de pizzas congeladas de Campofrío en Ólvega (Soria), en los accesos al Camp Nou,[21] en el museo Guggenheim de Bilbao y en los aeropuertos de Madrid Barajas, Málaga o Sao Paulo Guarulhos entre otros.
- Rehabilitación de terrazas con prefabricados de acabado pétreo en edificios de viviendas de Barcelona.[22]

- Desde 2016, ULMA Architectural Solutions también ofrece soluciones para revestimiento de interiores de distintas texturas, colores, acabados y formatos.[23]

## Responsabilidad Social Corporativa
ULMA Architectural Solutions está adherida a los 10 Principios del Pacto Mundial derivados de declaraciones de Naciones Unidas en materia de derechos humanos, trabajo, medio ambiente y lucha contra la corrupción. En 2010, ULMA ayudó a crear la Fundación ULMA, a través de la cual destina el 10% de sus beneficios a proyectos asistenciales, deportivos o socioculturales de interés público. Desde entonces ha apoyado decenas de proyectos con un fin social, como la acogida de niños de Chernobil (Asociación Banoia Txernobilekin), proyectos de cooperación al desarrollo en Nicaragua (Asociación AMS) o apoyo a niños discapacitados en Bogotá (Kainabera Solidaridad). Además ha colaborado con ONG y asociaciones de carácter asistencial como Gautena (Asociación Guipuzcoana de Autismo), Aspace (Confederación de Asociaciones de Atención a la Parálisis Cerebral) o Ademgi (Asociación de Esclerosis Múltiple de Guipúzcoa); y con otras del ámbito de la educación, el euskera y la cultura ligadas a su entorno geográfico (Colegio Infantil de Oñate, Arizmendi Ikastola o Mondragon Unibertsitatea, entre otros).